# Gonolobus
Gonolobus är ett släkte av oleanderväxter. Gonolobus ingår i familjen oleanderväxter.

## Dottertaxa tillGonolobus, i alfabetisk ordning[1]
- Gonolobus absalonensis
- Gonolobus albiflorus
- Gonolobus albomarginatus
- Gonolobus ancoriferus
- Gonolobus antennatus
- Gonolobus antioquensis
- Gonolobus aristolochioides
- Gonolobus asper
- Gonolobus asterias
- Gonolobus atratus
- Gonolobus bakeri
- Gonolobus barbatus
- Gonolobus bifidus
- Gonolobus breedlovei
- Gonolobus brittonii
- Gonolobus calycosus
- Gonolobus campii
- Gonolobus caucanus
- Gonolobus chiriquensis
- Gonolobus chloranthus
- Gonolobus colombianus
- Gonolobus croceus
- Gonolobus cuajayote
- Gonolobus dasystephanus
- Gonolobus donnellsmithianus
- Gonolobus dorothyanus
- Gonolobus dussii
- Gonolobus edulis
- Gonolobus erianthus
- Gonolobus eriocladon
- Gonolobus esmeraldasianus
- Gonolobus exannulatus
- Gonolobus fimbriatiflorus
- Gonolobus floribundus
- Gonolobus fraternus
- Gonolobus fuscoviolaceus
- Gonolobus fuscus
- Gonolobus germanianus
- Gonolobus glaberrimus
- Gonolobus gonoloboides
- Gonolobus grayumii
- Gonolobus hadrostemma
- Gonolobus hammelii
- Gonolobus haussknechtii
- Gonolobus heterophyllus
- Gonolobus hildegardiae
- Gonolobus inaequalis
- Gonolobus incerianus
- Gonolobus iyanolensis
- Gonolobus jamaicensis
- Gonolobus lachnostomoides
- Gonolobus lanugiflorus
- Gonolobus lasiostomus
- Gonolobus leianthus
- Gonolobus lewisii
- Gonolobus longipetiolatus
- Gonolobus luridus
- Gonolobus luteolus
- Gonolobus macranthus
- Gonolobus macrotis
- Gonolobus manarae
- Gonolobus marginatus
- Gonolobus marmoreus
- Gonolobus martinicensis
- Gonolobus megalocarpus
- Gonolobus membranaceus
- Gonolobus nemorosus
- Gonolobus niger
- Gonolobus ophioglossa
- Gonolobus ottonis
- Gonolobus pallidus
- Gonolobus parviflorus
- Gonolobus pectinatus
- Gonolobus peruanus
- Gonolobus plowmanii
- Gonolobus purpureus
- Gonolobus riparius
- Gonolobus roeanus
- Gonolobus rostratus
- Gonolobus rotundus
- Gonolobus sagasteguii
- Gonolobus salvinii
- Gonolobus sandersii
- Gonolobus saraguranus
- Gonolobus setosus
- Gonolobus sidifolius
- Gonolobus sororius
- Gonolobus spiranthus
- Gonolobus stapelioides
- Gonolobus stellatus
- Gonolobus stenanthus
- Gonolobus stenosepalus
- Gonolobus stephanotrichus
- Gonolobus steyermarkii
- Gonolobus stipitatus
- Gonolobus stramineus
- Gonolobus striatus
- Gonolobus suberosus
- Gonolobus taylorianus
- Gonolobus tenuisepalus
- Gonolobus tingens
- Gonolobus tobagensis
- Gonolobus triflorus
- Gonolobus truncatifolius
- Gonolobus uniflorus
- Gonolobus ustulatus
- Gonolobus waitukubuliensis
- Gonolobus variabilis
- Gonolobus versicolor
- Gonolobus virescens
- Gonolobus xanthotrichus
- Gonolobus youroumaynensis
- Gonolobus yucatanensis